# Dacia D6 Estafette
Dacia D6 Estafette este o furgonetă comercială ușoară cu tracțiune față, introdusă pentru prima dată în 1959 sub numele de Renault Estafette și asamblat în sistem CKD de producătorul auto român Dacia între 1975 și 1978, fiind realizate doar 642 de exemplare.
Pentru a scuti o parte din costurile colecției CKD (R12-Dacia 1300), Regia Națională Renault a transferat la Mioveni fabricația unei cutii de viteze, pentru gama utilitară Estafette. Practic a fost mutată linia de fabricație de la Cleon, din Franța, în România cu școlarizarea personalului român timp de 3-6 săptămâni. În perioada 1975-1978 la Mioveni au fost asamblate 642 de autoutilitare (1975 - 176 unități, 1976 - 49, 1977 - 371, 1978 - 46).
Motorul și toate anexele sale (mai puțin pompa de apă și carcasa filtrului de aer) erau comune cu cele ale modelului Dacia 1300, fiind de fabricație românescă. Tot de fabricație românească erau sistemul de frânare care echipează puntea spate, geamurile, plafonierele, anvelopele și tapițeria. Varianta de caroserie asamblată la Mioveni a fost cea transport mărfuri, cu plafon standard.
Principalul beneficiar al modelului Dacia D6 a fost Poșta Română, automobilul fiind vândut exclusiv instituțiilor de stat. Uzina Autobuzul din capitală a încercat echiparea unei caroserii TV cu mecanica Estafette, proiectul fiind un eșec.